# 핀로드
핀로드(Finrod)는 《실마릴리온》의 등장인물이다. 피나르핀의 장남으로 나무의 시대에 발리노르에서 태어나 태양의 1시대에 주로 활동했고 벨레리안드에 위치한 요정의 나라 나르고스론드를 다스렸다.
《반지의 제왕》에 등장한 갈라드리엘의 오누이기도 하다.

## 생애
피나르핀의 장남으로 태어난 핀로드는 핀웨가 죽기 전까지 생애 전반을 발리노르에서 지냈으나, 핀웨와 두 영생목의 죽음 이후 핑골핀 무리와 함께 헬카락세를 건너 가운데땅에 자리 잡는다. 그는 부친 피나르핀과 마찬가지로 발리노르를 떠날 의향이 없었다고 전해지나 친척들이 떠나고자 하는 생각을 품은 것을 알고 알쿠아론데에서 벌어진 동족살해 이후에 마음을 돌이켜 발리노르에 잔류한 피나르핀과 소수의 놀도르 백성들과 헤어지게 된다. 아무튼 핀로드는 그런 까닭에 태양의 1시대 놀도르 군주 중에 하나로 벨레리안드에서 활동했으며, 신다르 대왕 싱골의 가까운 친족으로 싱골과 잦은 접촉을 하게 되었고 감춰진 나라 나르고스론드를 세우기 전까지 톨 시리온에서 거했다. 요정과 모르고스 간의 전쟁이 몇 차례 일어난 후 발리노르 밖으로 떠난 놀도르를 걱정한 발라의 일원 울모에 의해 놀도르를 지킬 왕국을 세울 것을 꿈으로 명령받은 핀로드는 싱골으로부터 나라를 건국하면 좋을 곳을 듣고 청색산맥의 난쟁이의 도움으로 도리아스의 메네그로스를 본따서 나르고스론드를 세운다. 이때 '땅을 파는 이'라는 뜻의 펠라군드라는 이명을 얻게 되었다. 이렇게 세워진 왕국 나르고스론드는 이곳을 찾아온 바라히르의 아들 베렌을 만나기 전까지 다스렸다. 베렌이 실마릴을 되찾고자 하는 자신을 도와줄 것을 청하자 거부하지 않고 적극적으로 승낙했으나 페아노르의 아들들 켈레고름, 쿠루핀의 언변으로 페아노르의 맹세를 떠올린 백성들의 여론이 크게 악화되자 분노한 핀로드는 왕관을 내던지고 자신과 함께 동행할 소수의 사람만을 거느리고 실마릴을 회수하러 떠났다. 다만, 왕위는 페아노르의 아들들이 아닌 오로드레스가 맡아 왕이 돌아오는 순간까지 나라를 대신 다스리게 되었다.
하지만 변장하고 앙그반드로 빠르게 향하던 중 행동을 수상히 여긴 사우론에게 발각되어 자신이 세웠으나 적의 거점이 된 미나스 티리스에서 포로가 되어 늑대인간과 싸우다 죽게 된다. 그러나 그의 희생으로 베렌은 살았고 죽은 핀로드는 남을 위한 희생 정신을 높게 평가한 만도스에 의해 발리노르에서 부활했다.